# 71 f.Kr.
| 71 f.Kr.           |
| ------------------ |
| Dødsfald - Fødsler |
|                    |

## Dødsfald
- Spartacus, gladiator og oprører.